# 7299 Indiawadkins
7299 Indiawadkins (1992 WZ5) là một tiểu hành tinh vành đai chính được phát hiện ngày 21 tháng 11 năm 1992 bởi E. F. Helin ở Palomar.